# Addizionale comunale all'Irpef
L'addizionale comunale all'IRPEF è un'imposta che può essere applicata dai comuni italiani e si applica alla base imponibile complessiva dell'IRPEF nazionale.
È facoltà di ogni singolo comune stabilirne l'aliquota nei limiti previsti dalla legge .

## Disciplina
I comuni possono istituire un'addizionale all'IRPEF fissando un'aliquota massima pari allo 0,8% ai sensi dell'art 1 del decreto legislativo 360 del 1998.
Deroghe sono espressamente previste dalla legge, come nel caso del comune di Roma capitale il quale, dal 2011, può fissare un'aliquota massima pari allo 0,9%.
A partire dall'anno 2007  è stata introdotta la possibilità per i comuni, a determinate condizioni reddituali, di fissare una soglia di esenzione dal tributo. Ciò sta a significare che se il reddito complessivo è inferiore o pari alla soglia stabilita, il tributo non è dovuto.
È facoltà del comune stabilire un'aliquota unica oppure più aliquote. In tal caso vanno differenziate e devono essere in ordine crescente e seguire gli scaglioni di reddito previsti dall'IRPEF nazionale.
Il contribuente deve pagare l'addizionale al comune nel quale ha il domicilio fiscale al 1º gennaio dell'anno cui si riferisce il pagamento dell'addizionale.
Il pagamento dell'imposta è dovuta solo e soltanto se è dovuta nello stesso anno l'imposta IRPEF, al netto di detrazioni riconosciute o credito d'imposta per i redditi prodotti all'estero ed è calcolata applicando l’aliquota fissata dal comune al reddito complessivo determinato ai fini IRPEF, al netto degli oneri deducibili.
Il versamento dell’imposta si effettua con un acconto del 30% di essa ottenuta applicando l'aliquota stabilita dal comune per l'anno anteriore al reddito imponibile IRPEF dell'anno precedente e per la restante parte a saldo, unitamente al saldo dell’IRPEF.
Per l'anno 2016 e 2017 è stato stabilito, dalla legge di bilancio 2017, che i comuni non possano aumentare le aliquote applicabili rispetto a quelle previste per l'anno 2015. Tale blocco non opera per i comuni che abbiano deliberato il predissesto o il dissesto
.
I comuni che per l'anno 2021 hanno previsto aliquote per scaglioni le dovranno adeguare ai nuovi scaglioni IRPEF previsti dalla legge di Bilancio 2022 .

## Adempimenti dei comuni
Come previsto per la generalità dei tributi locali, i comuni devono deliberare la determinazione dell'aliquota dell'addizionale comunale All'IRPEF entro il termine fissato dalle leggi statali per il bilancio di previsione 
Le delibere, per essere efficaci, devono essere pubblicate sul sito del Ministero dell'Economia e delle Finanze entro il 20 dicembre affinché abbiano effetto a partire dal 1º gennaio dell'anno di pubblicazione. In mancanza di tale pubblicazione si applicheranno le aliquote dell'anno precedente 
I comuni devono trasmettere, ai fini della pubblicazione, le delibere esclusivamente in via telematica  mediante l'inserimento del testo nell'apposita applicazione presente sul Portale del federalismo fiscale. Per fare ciò devono accedere all'area riservata del Portale, successivamente selezionare il servizio Normativa Tributi Locali e infine la sezione Addizionale IRPEF.

## Aliquote applicabili
Sul sito del Ministero dell'Economia e delle Finanze  è possibile consultare un apposito motore di ricerca per conoscere le aliquote applicabili per ogni singolo comune o per area geografica.
Inoltre lo stesso sito permette di consultare,per ogni annualità e per ogni singolo comune,l'aliquota prevista e le eventuali esenzioni previste.
Infine, al termine di ogni anno viene redatto un apposito elenco che consente di conoscere, per ciascun comune,l'aliquota e l'eventuale esenzione da applicare per il saldo d'imposta dell'anno medesimo.

## Riferimenti normativi
- Decreto legislativo 28 settembre 1998, n. 360, su normattiva.it.
- Decreto legislativo 18 agosto 2000, n. 267, su normattiva.it.
- Legge 27 dicembre 2006, n. 296, su normattiva.it.
- Decreto legislativo 14 marzo 2011, n. 23, su normattiva.it.
- Decreto legislativo 21 novembre 2014, n. 175, su normattiva.it.